# General Motors Astro

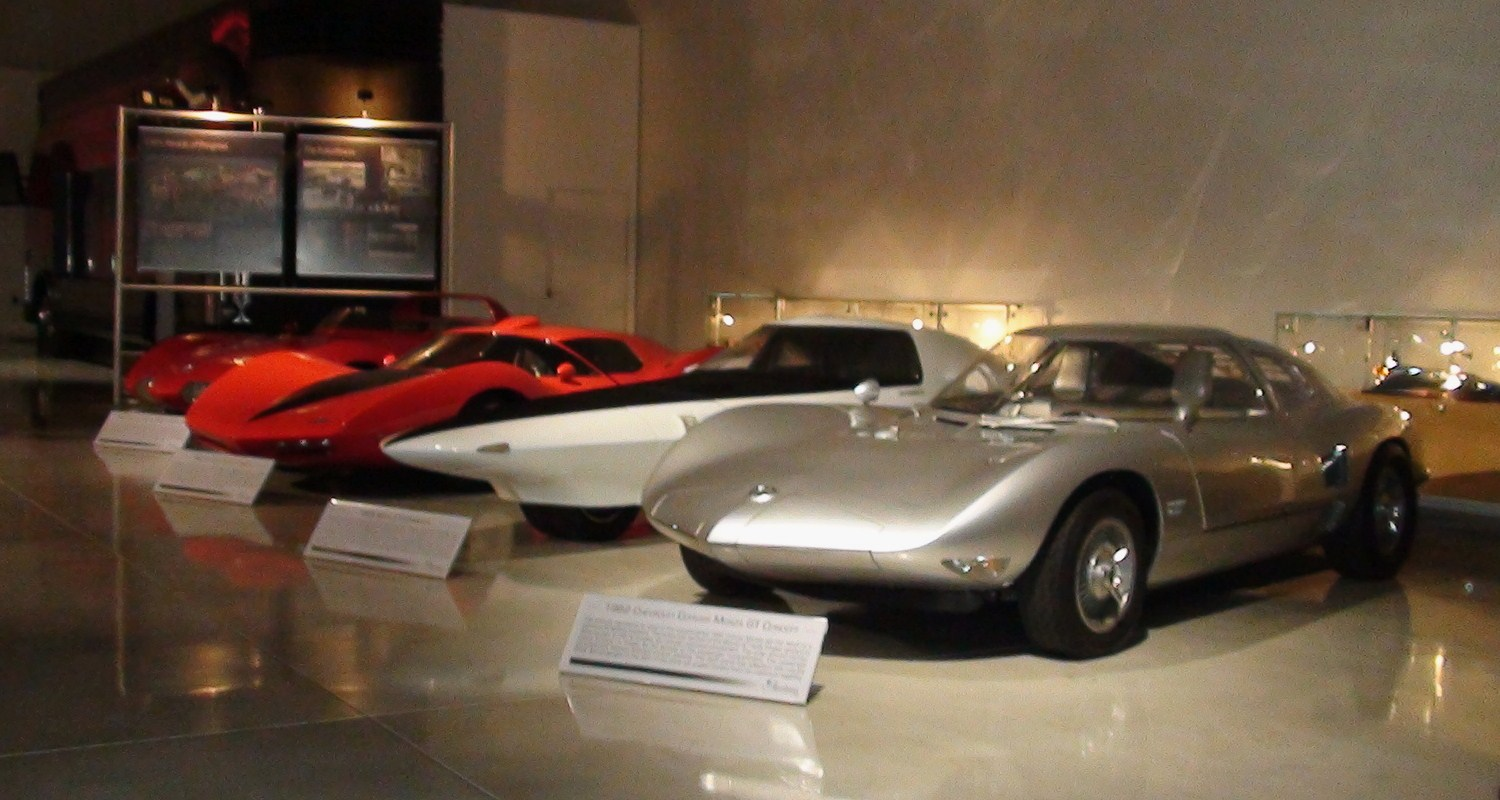
La General Motors Astro I (la seconda da sinistra verso destra) e la Astro III (la terza)

La Astro è una serie di tre concept car realizzate da General Motors tra il 1967 ed il 1969.

## 1967: Astro I
Derivata dalla Chevrolet Corvair, era una concept car bicolore nero-rossa a due posti alta solo 90 centimetri presentata al salone di New York del 1967. Era caratterizzata dall'accesso all'abitacolo attraverso l'apertura dell'intero tetto (che includeva i finestrini laterali), azionato da un servomeccanismo elettrico. Ciò si era visto necessario a causa dell'impossibilità di applicare portiere convenzionali ad una vettura così bassa. Il progetto venne promosso dal vicepresidente della General Motors Bill Mitchell e realizzata da Larry Shinoda. L'impostazione del design della vettura venne ripreso dalla precedente concept Chevrolet Corvette Mako Shark. I fari della vettura erano a scomparsa. Per sopperire alla mancanza di un vetro posteriore e di specchietti, venne inserita una soluzione simile a quella dei periscopi impiegata sui sottomarini. Le sospensioni erano a sistema indipendente, mentre i freni erano a disco realizzati in magnesio. Le pneumatici Prototype Goodyear, che avvolgevano cerchioni ad otto bulloni erano della grandezza di 5,5 pollici nella parte anteriore e 7 nella parte posteriore. Il propulsore impiegato su quest'auto era un 6 cilindri boxer.

## 1968: Astro II
Fu realizzata per testare la disposizione centrale di un motore V8 derivato dalla Pontiac Tempest ed abbinato ad un cambio a due velocità. Era inizialmente priva di carrozzeria, ma quest'ultima, più tradizionale rispetto alle altre due Astro, era priva di fanali e fu aggiunta per esporre il prototipo alle esposizioni automobilistiche. La realizzazione di questa concept, promossa dal vide presidente Bill Mitchell, dal progettista capo Zora Arkus-Duntov e da Larry Shinoda, derivò dal fatto di voler testare una futura Chevrolet Corvette a motore centrale da opporre alla Ford GT40.

## 1969: Astro III
La terza concept della serie aveva le ruote anteriori molto vicine e completamente nascoste da una carrozzeria a due posti affusolata che ricordava la fusoliera di un business jet, mentre le posteriori erano esterne alla carrozzeria e collegate a questa tramite carenature simili a piani alari. Come nella Astro I, l'accesso avveniva dall'apertura dell'intero tettuccio che includeva anche il parabrezza. Tale vettura venne creata come vettura ad alte prestazioni utilizzabili su autostrade dotate di sistemi di controllo futuribili. Il propulsore equipaggiato era un Allison Division Model 250 C18 a turbina a gas dal peso di 139 chili e dalla potenza di 317 cv.